# Formatie van Dongen
De Formatie van Dongen of Dongen-formatie (sic, afkorting: DO) is een geologische formatie in de ondergrond van Nederland. De formatie bestaat uit lagen marien klei en zand uit het het vroege Eoceen en is genoemd naar de plaats Dongen in Noord-Brabant.

## Lithologie
De Formatie van Dongen is een overwegend kleiig pakket, soms afgewisseld met fijn zand of glauconiethoudende mergel. Ook de klei bevat soms glauconiet en plaatselijk kunnen tuffietlaagjes of leemlaagjes voorkomen.
Binnen de formatie worden vier laagpakketten onderscheiden:
- het Laagpakket van Asse, klei met plaatselijk zandige lagen, glauconiet of nummulieten;
- het Laagpakket van Brussel, fijn glauconiethoudend zand, plaatselijk kalkig;
- het Laagpakket van Ieper, klei met mergel- en kalklaagjes;
- het Laagpakket van Oosteind, klei met zandige lagen en tuffietlaagjes.

De basis van de formatie wordt vaak gevormd door een laag tuffiet, die de Basaal Dongen Tuffiet wordt genoemd.

## Stratigrafie
De Nederlandse Formatie van Dongen komt overeen met de Belgische groepen van Ieper en Zenne. Dit zijn allen mariene kleien en zanden uit het Ypresien (55,8 - 48,6 miljoen jaar geleden) en Lutetien (48,6 - 40,4 miljoen jaar geleden), toen het eustatisch zeeniveau een hoogtepunt bereikte. De Noordzee was in die tijd in het zuiden verbonden met het Bekken van Parijs.
In de Nederlandse lithostratigrafie wordt de Formatie van Dongen samen met de onderliggende Formatie van Landen ingedeeld in de Onder-Noordzee-groep. Boven op de formatie liggen meestal (discordant) de formaties van Rupel (Oligoceen) of Breda (Mioceen).